# Inkubus Sukkubus
Inkubus Sukkubus — британская пэган-готик-рок-группа. Была образована в 1989 году Тони Маккормаком, Кандией Ридли и Адамом Хендерсоном.

## История
Группа Inkubus Sukkubus была образована летом 1989 года, когда познакомились студенты колледжа графического дизайна Тони МакКормак, Кандия Ридли и Адам Хендерсон. Тройка сошлась на общих интересах к язычеству, колдовству, вампиризму и музыке. Поэтому группа стала вполне логичным продолжением их знакомства. Первоначально группа называлась Incubus Succubus.
Спустя год после образования группа, в то время состоявшая из пяти музыкантов, выпустила первый сингл, «Beltaine», угодивший в эфир «Radio 1». Однако, вскоре после этого из группы ушло большинство музыкантов и Тони с Кандией продолжили творческие изыскания вдвоём в виде студийного проекта Children of the Moon. В 1991 году в группу вернулся один из её бывших участников — барабанщик Боб Гарденер. Под лейблом Pagan Media в 1992 году группа записала первый студийный альбом Belladonna & Aconite and Wytches, переизданный в октябре 1995 года компанией Resurrection Records. Летом того же года группа изменила имя на Inkubus Sukkubus, а на бас-гитару вернулся Адам Хендерсон.

## Участники
На настоящий момент группа состоит из трёх музыкантов:
- Кандия Ридли — вокал (контральто), бойран, тамбурин, перкуссия, свистулька, тексты
- Тони Маккормак (участник Screaming Dead и Vampire Division) — гитара, музыка, программирование, бэк-вокал
- Дейв Сондерс — бас-гитара

Группа использует драм-машину.

## Дискография
- 1993 — Belladonna & Aconite
- 1994 — Wytches
- 1995 — Heartbeat of the Earth
- 1996 — Beltaine
- 1997 — Vampyre Erotica
- 1998 — Away with the Faeries
- 1999 — Wild
- 2001 — Supernature
- 2003 — The Beast with Two Backs
- 2004 — Wytches and Vampyres — The Best of (сборник, выпущенный на лейбле Cleopatra Records)
- 2005 — Witch Queen (EP)
- 2007 — Science & Nature
- 2008 — Viva la Muerte
- 2010 — The Dark Goddess
- 2011 — The Goat
- 2013 — Queen of Heaven, Queen of Hell
- 2013 — The Anthology (сборник, выпущенный на лейбле Cleopatra Records)
- 2014 — Love Poltergeist
- 2015 — Mother Moon
- 2016 — Barrow Wake: Tales of Witchcraft and Wonder — Volume One
- 2016 — Wikka Woman
- 2017 — Belas Knap: Tales of Witchcraft and Wonder — Volume Two
- 2018 — Sabrina — Goddess of the Severn: Tales of Witchcraft and Wonder — Volume Three
- 2018 — Vampire Queen